# Кобо (Эфиопия)
Кобо — город в зоне Северное Уолло региона Амхара, Эфиопия. Население на 2007 год — 24 867 человек.

## История
В марте 2007 года Региональное агентство реабилитации и развития Амхары объявило о создании государственной фабрики по переработке хлопка на 305 га для его снабжения с капитализацией в 63 миллиона быров. В следующем месяце Эфиопская католическая церковь объявила о завершении строительства современной больницы на 50 мест.
В сентябре 2021 года жители сообщили, что Силы обороны Тыграя убили 600 мирных жителей в Кобо и его окрестностях, начиная с 9 сентября в ходе боя между СОТ и местными ополченцами.

## Демография
Согласно национальной переписи населения, проведенной Центральным статистическим агентством в 2007 году, в этом городе проживало 24 867 человек.
По данным переписи 1994 года, в городе проживало 20 788 человек. Двумя крупнейшими этническими группами, зарегистрированными в Кобо, были амхара (94,54 %) и тиграи (4,94 %); все остальные этнические группы составляли 0,52 % населения.